# Скотт, Уильям Роберт
Уильям Роберт Скотт (англ. William Robert Scott; 31 августа 1868 — 3 апреля 1940) — английский экономист, Адам Смитовский профессор политической экономии в Университете Глазго в 1915—1940 годах.

## Биография
Уильям родился в Ома графства Тирон 31 августа 1868 года в семье Чарльза Скотта из Лиснамалларда (Ома), выходцев мельников и земледельцев, которые поселились в Ирландии в 1720-х годах.
Закончил Тринити-колледж (Дублин) со степенью бакалавра искусств в 1889 году. Скот получил премию Рея и был первым старшим модератором по логике и этике. В 1891 году он получил степень магистра искусств в Тринити-колледже.
В Дублине работал внештатным учителем и писателем в 1891—1896 годах.
Свою преподавательскую деятельность начал в Сент-Эндрюсском университете в качестве ассистента профессора моральной философии в 1896—1901 годах. Был также лектором политической экономии в 1898—1915 годах в Сент-Эндрюсе. В 1900 году был удостоен докторской степени PhD. В 1915 году он был назначен Адам Смитовским профессором политической экономии в Университете Глазго и оставался на этой должности до 1940 года.
Скотт был авторитетом в работах экономиста Адама Смита. Он был президентом Общества экономической истории в 1928 году, Королевского философского общества в 1931—1934 годах и Королевского экономического общества в 1935—1937 годах. Он также был мемориальным лектором Джевонса в Университетском колледже Лондона в 1916—1918 годах, служил в ряде правительственных комитетах, был председателем Комитета по рыбной промышленности в 1931 году.
Скотт умер 3 апреля 1940 года.
Семья
Скотт женился на Элис (умерла в 1929 году), у них остались сын и дочь.

## Награды
За свои заслуги Уильям Скот был неоднократно награждён:
- 1902 — почётный доктор литературы[англ.] от Тринити-колледж (Дублин);
- 1915 — выбран членом Британской академии.